# Annie Proulxová
Edna Ann Proulxová (* 22. srpna 1935, Norwich) je americká spisovatelka. Za svůj druhý román Ostrovní zprávy (The Shipping News) získala Pulitzerovu cenu i National Book Award. Její povídka Zkrocená hora byla roku 2005 zfilmována a film získal Oscara i Zlatý glóbus. Roku 2017 získala National Book Award za celoživotní dílo.
Vystudovala historii na Univerzitě ve Vermontu (bc) a na Concordia University v Montréalu (mgr).

### Česky vyšlo
- Zkrocená hora, Baronet 2006 (překlad Miloš Komanec)
- Ostrovní zprávy, Vyšehrad 2008 (překlad Josef Moník)
- Takhle je to dobrý, Baronet 2008 (překlad Věra Klásková)
- Drsná země, Vyšehrad 2010 (překlad Josef Moník)